# Chejlava (národní přírodní rezervace)
Chejlava je národní přírodní rezervace jižně od Blovic a severovýchodně od obce Měcholupy v okrese Plzeň-jih, v Plzeňském kraji. Jedná se o území velké přibližně 26 ha, které spravuje Správa chráněné krajinné oblasti Český les fungující pod Agenturou ochrany přírody a krajiny ČR. Je součástí přírodního parku Buková hora – Chýlava a evropsky významné lokality Chejlava. 
První zmínka o ochraně porostu nad Ždírcem u Blovic pochází z roku 1925. V roce 1956 pak byla oblast vyhlášena státní přírodní rezervací na základě výnosu ministerstva školství a národní osvěty z roku 1933. Následně došlo v roce 1988 k novelizaci a vyhlášení národní přírodní rezervace Chejlava. Předmětem ochrany jsou zdejší zachovalé květnaté bučiny pralesovitého typu, které místy přechází v suťové lesy a prameništní olšiny.

## Poloha
Chejlava leží jižně od Blovic, přibližně ve středu spojnice mezi obcemi Měcholupy a Ždírec. Rozkládá se na severovýchodním svahu blízké Bukové hory (651 m n. m.), jejíž hřeben vybíhá právě přes rezervaci východním směrem k řece Úslavě, do jejíhož povodí náleží. V rámci geomorfologického členění reliéfu ČR oblast patří do celku Švihovská vrchovina (podsoustava Plzeňská pahorkatina, soustava Poberounská). Dále se řadí do nižších jednotek členění, které představuje podcelek Radyňská vrchovina a v něm okrsek Bukovohorská vrchovina.

## Historie
Ve chráněném území se nachází terénní tvary vzniklé lidským zásahem. Jde o pozůstatky povrchové důlní činnosti (zbytky jam a odvaly), které vznikaly při hledání a těžbě limonitu. Limonit zde byl získáván jako železná ruda. Na těžbu odkazují i názvy nedalekých obcí Stará a Nová huť, které leží severně od Chejlavy. Na východním okraji jsou patrné náznaky terénních úprav, které vypovídají o zemědělském využívání oblasti.
Právě těžba železné rudy nejspíše vedla k osidlování území. Severovýchodně od Bukové hory, na hranici katastrálních území obcí Měcholupy a Ždírec, se rozkládá oblast Nad hřebenem, kde byly nalezeny pozůstatky osídlení. Keramické předměty objevené v tomto místě pochází z období 10. až 13. století, což ukazuje, že lidé se zde usazovali již v raném středověku.
Dále na jihozápad, u prameniště Chejlavského potoka, archeologický výzkum odhalil zbytky zaniklé vesnice Chýlava. Nalezený materiál zahrnuje pozůstatky hospodářských staveb a 122 kusů keramiky, které osídlení zařazují do 13. až 15. století. O Chýlavě se dochovala i písemná zmínka z roku 1558, kdy už však byla vesnice opuštěná.
Les Chejlava, v němž se chráněné území nalézá, se stal po založení cisterciánského kláštera Nepomuk v letech 1144–1145 majetkem opatství. Mniši ve svém okolí založili mnoho dvorců a obcí a samozřejmě jim neunikly zdejší zásoby nerostného bohatství. Po vypálení kláštera během husitských válek byl les Chejlava připojen k panství Zelená hora a dostal se do držby rodu Švamberků.
V letech 1650–1740 došlo k významnému rozvoji železáren, jež spotřebovávaly velké množství dřeva. To vedlo k likvidaci velké části lesa. Na počátku 19. století se začalo s jeho obnovou, kterou na tomto území zahájil zelenohorský nadlesní Prokop Bohutínský. Dále se v lesním plánu z tohoto období doporučovalo zavádět rychle rostoucí dřeviny.
V roce 1839 lesy na Zelenohorsku čelily další výzvě, a to přemnožení kůrovce. Za jeho významné rozšíření mohlo velké zastoupení smrku, sucho a velké polomy. Dle tehdejších opatření byly napadené stromy pokáceny a oloupány, kůra se pak spálila a dřevo se co nejrychleji vyvezlo z lesa.
Nejpozději od dvacátých let 20. století se už na podstatné části území rezervace netěžilo a po druhé světové válce se tu ani nijak lesnicky nehospodařilo, s výjimkou likvidace stromů napadených kůrovcem.
Dnes[kdy?] lesy v rezervaci čelí problému s velkým množstvím spárkaté zvěře, která působí neúměrné škody na zmlazení a přirozené obnově lesa.

## Přírodní poměry

### Geologie
Území národní přírodní rezervace Chejlava spadá z geologického hlediska do neoproterozoika, tedy nejmladší éry proterozoika neboli starohor. Je součástí oblasti Barrandienu, jehož převážnou část tvoří kralupsko-zbraslavská skupina, která se dělí na souvrství blovické a davelské. Horninové podloží tvoří slabě přeměněné jílové břidlice a droby. Místy (především v severní části) vystupují na povrch buližníky, což je specifická skupina silicitů Českého masivu, a jejich okolí pokrývá buližníková suť.

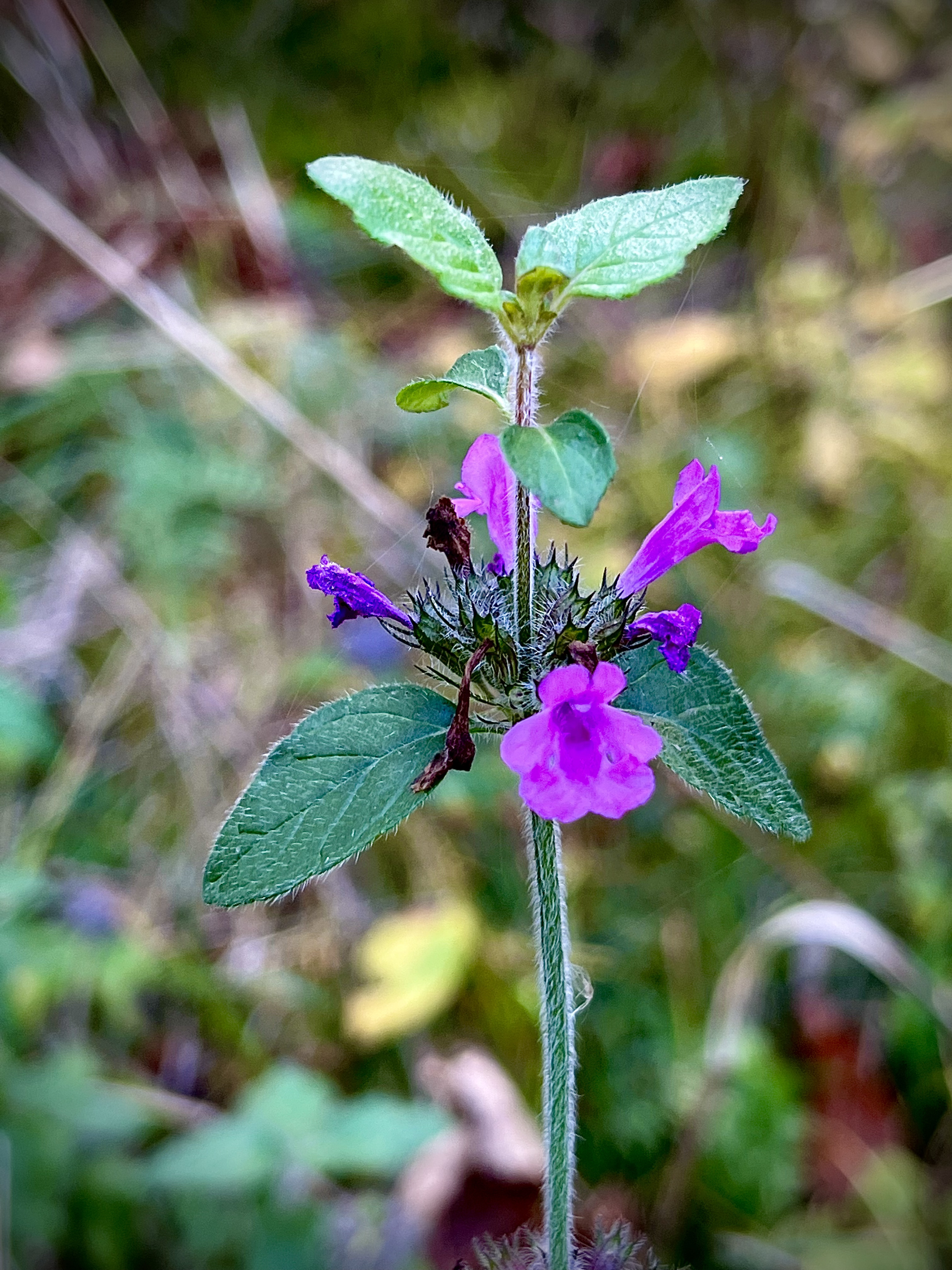
Klinopád obecný

### Podnebí
Průměrná teplota vzduchu se pohybuje mezi 8 a 9 °C a úhrn srážek mezi 600 a 700 milimetry za rok.

### Flora
Celkově zde bylo nalezeno 135 druhů cévnatých rostlin. Stromové patro tvoří dominující buk lesní (Fagus sylvatica), v příměsi se zde také nachází jedle bělokorá (Abies alba), jejíž výsadba je zde v posledních letech podporována. Dále pak javor mléč (Acer platanoides), modřín opadavý (Larix decidua), lípa malolistá (Tilia cordata). V zamokřených lokalitách je ve stromovém patře ještě zastoupen  jasan a olše. Keřové patro tvoří zimolez obecný (Lonicera xylosteum), hloh jednosemenný (Crataegus monogyna), řešetlák počistivý (Rhamnus cathartica), jeřáb ptačí (Sorbus aucuparia). V bylinném patře bučin najdeme vraní oko čtyřlisté (Paris quadrifolia), samorostlík klasnatý (Actea spicata) a kyčelnici cibulkonosnou (Dentaria bulbifera). Mezi ohrožené druhy zařazené do seznamů zvláště chráněných, ohrožených a vzácných druhů zde patří oměj vlčí mor (Aconitum lycoctonum) (C4), dymnivka bobovitá (Corydalis intermedia) (C4), lilie zlatohlavá (Lilium martagon) (C4) a kyčelnice devítilistá (Dentaria enneaphyllos) (C3). Na lokalitách suťových porostů tvoří pak bylinné patro mařinka vonná (Galium odoratum), kostřava lesní (Festuca altissima), bažanka vytrvalá (Merculiaris perennis) a pižmovka morušová (Adoxa moschatellina).

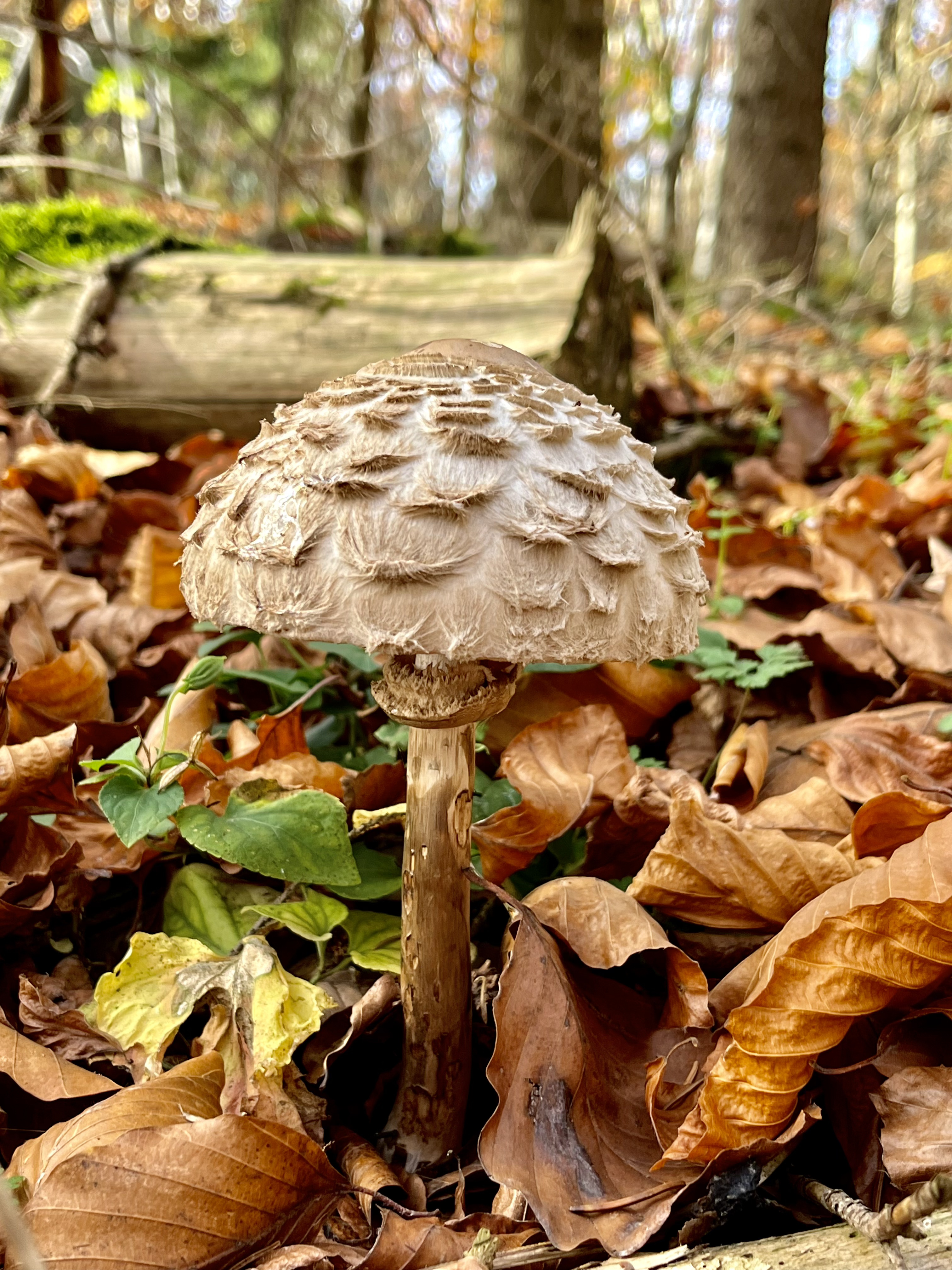
Bedla vysoká

Z mechů se zde nachází celkem 67 mechorostů, z toho sedm játrovek a šedesát mechů. Ze zástupců játrovek tu nalezneme plenivku plazivou (Lepidozia reptans), kroknici vidličnatou (Metzgeria furcata), kapraďovku podhořankovitou (Plagiochila porelloides) a struhatku zploštělou (Radula complanata). Ze samotných mechů jde pak například o kadeřavec obecný (Ulota crispa), čtyřzoubek průzračný (Tetraphis pelucida), měřík tečkovaný (Rhizomnium punctatum), ploník ztenčený (Polytrichum formosum), prstenatku plazivou (Platygyrium repens), měřík bodlavý (Plagiomnium cuspidatum), rokyt Andoův (Hypnum andoi), dvouhrotec hnědožlutý (Dicranum fulvum), dvouhroteček různotvárný (Dicranella heteromalla), bezvlásku vlnkatou (Atrichum undulatum) a mnoho dalších.
Na celém území se nachází také 88 jasně určených taxonů lišejníků, z čehož je 26 druhů zařazeno v Červeném seznamu ohrožených druhů. Mezi ně patří například kriticky ohrožená hůlkovka nezdobná (Bacidia incompta) a kryptovka (Gyalecta derivata). Dále jde z ohrožených druhů například o hůlkovku růžovou (Bacidia rosella), hávnatku rovnovážnou (Peltigera horizontalis) a jaderničku lesklou (Pyrenula nitida). Mezi zranitelné druhy tohoto území bychom zařadili artonii zdvojenou (Arthonia didyma), terčovku pomoučenou (Hypogymnia farinacea) a terčovník hvězdovitý (Physcia stellaris).
V letech 2018–2020 v rezervaci probíhal inventarizační průzkum hub, který vedl k nalezení několika vzácných druhů. Mezi ně patří např. lesklokorka Pfeifferova (Ganoderma cupreolaccatum) a Camarops tubulina. Druhý jmenovaný druh je uváděn jako zákonem zvláště chráněný, kriticky ohrožený druh.

### Fauna
Na území národní přírodní rezervace Chejlava byl dokumentován výskyt řady vzácných živočichů, např. netopýra černého (Barbastella barbastellus), který patří do kategorie kriticky ohrožený dle vyhlášky č. 395/1992 Sb. Ze silně ohrožených zde najdeme čolka horského (Ichthyosaura alpestris), kuňku žlutobřichou (Bombina variegata), ropuchu obecnou (Bufo bufo), ještěrku obecnou (Lacerta agilis), čápa černého (Ciconia nigra), holuba doupňáka (Columba oenas), kulíška nejmenšího (Glaucidium passerinum) a několik druhů netopýrů.
V roce 2013 zde proběl inventarizační průzkum v oboru entomologie zaměřený na saproxylické a fytofágní druhy. Nalezeno bylo celkem 248 druhů a to z 53 různých čeledí – z toho 70 druhů bylo fytofágních a 116 saproxylických. Z celkového počtu se 9 druhů nachází v Červeném seznamu ohrožených druhů ČR.
Lesní hospodaření a ponechávání mrtvého dřeva má velký význam pro epigeické lesní brouky, jejichž počet roste s množstvím mrtvých kmenů. Přírodní lesy bez zásahu poskytují útočiště řadě vzácných druhů brouků, v NPR Chejlava byli nalezeni např. kriticky ohrožená mandelinka (Chrysolina umbratilis), ohrožený dřepčík (Mniophila muscorum), vzácný tesařík (Saphanus piceus) a nosatec (Acalles camelus), který je veden jako téměř ohrožený druh. Poslední jmenovaný nám dobře slouží jako indikátor kontinuity a zachovalosti lesa.
Z arachnofauny se zde nachází celkem 59 druhů ze 14 různých čeledí. Jde například o plachetnatku makadlovou (Agyneta cauta), plachetnatku rašeliništní (Lepthyphantes angulatus), zápředníka mechového (Clubiona diversa).

## Ochrana přírody

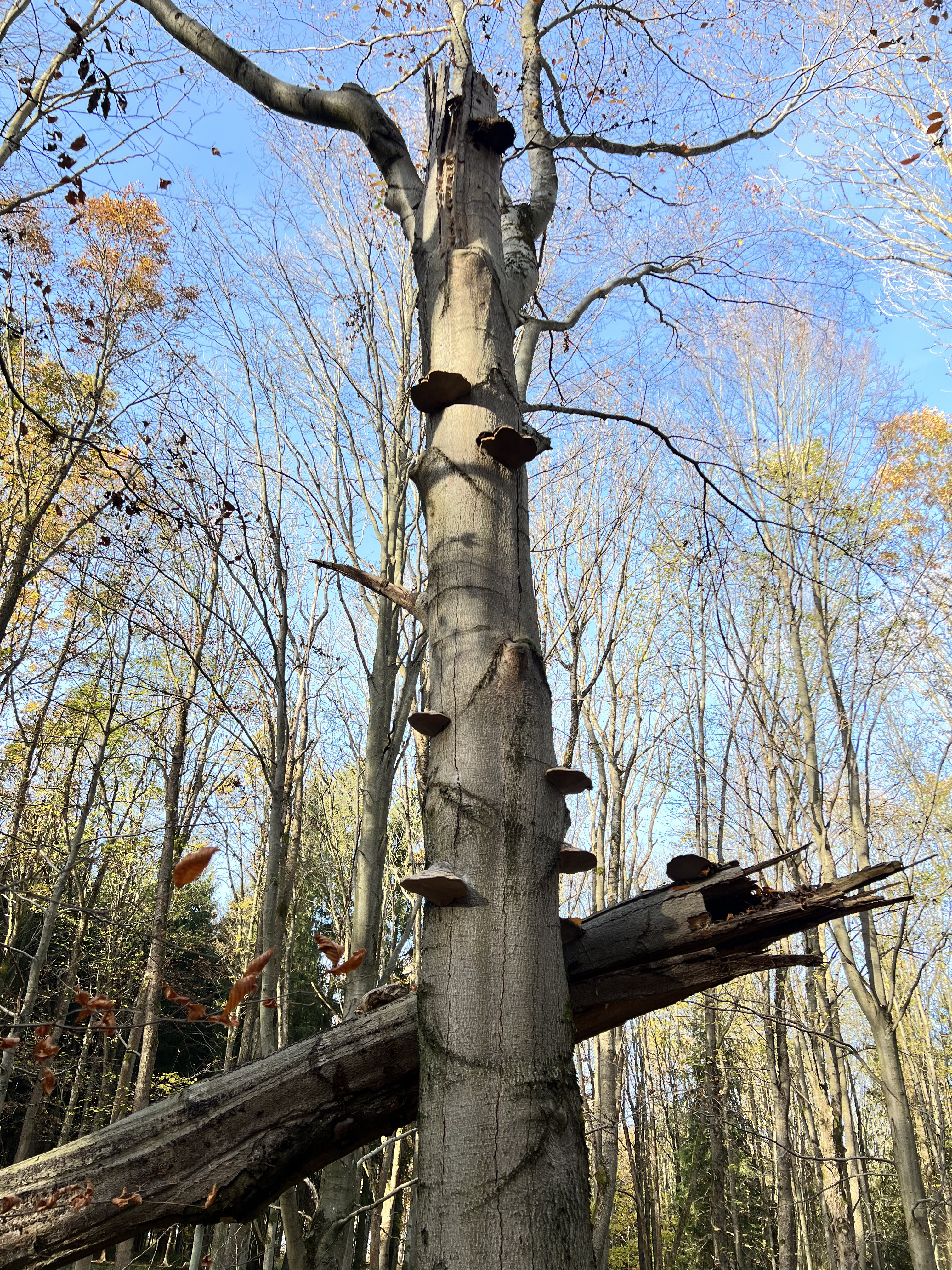
Snahou je nechávat spadané stromy přirozeně zetlít

Hlavním cílem uvedeným v plánu péče pro období 2019–2029 je ochrana existujícího porostu staré květnaté bučiny a suťového lesa. Velký význam má podpora mladých ročníků buku a lípy, které nahradí nejstarší části stromového patra po jejich přirozeném rozpadu, díky čemuž nedojde k narušení kontinuity porostu. Dále je třeba zachovat stávající vodní režim pro porosty místních prameništních olšin.
V roce 2013 na území NPR spolek Ametyst provedl rozsáhlý inventarizační průzkum druhů, v rámci něhož proběhl ornitologický, entomologický, botanický, lichenologický, mykologický a chiropterologický výzkum. Po deseti letech, tedy v roce 2023, by měl průzkum proběhnout znovu.
Dosažení samovolného vývoje lesních porostů brání velké škody způsobené okusem. Byla proto přijata opatření, která by měla pomoci přirozenému zmlazení a obnově lesa. Plánuje se využít individuálních ochran stromů a oplocení a pomocí mysliveckého hospodaření snížit vysoké stavy zvěře.
Co se týče druhového složení lesa, zastoupení smrku v obnově by nemělo přesáhnout 50 %. Dále bude vnášena jedle bělokorá (Abies alba), která je v současnosti zastoupena jen v malé míře. Cílem je i zvýšit podíl dřeva ponechaného k zetlení.

## Přístup

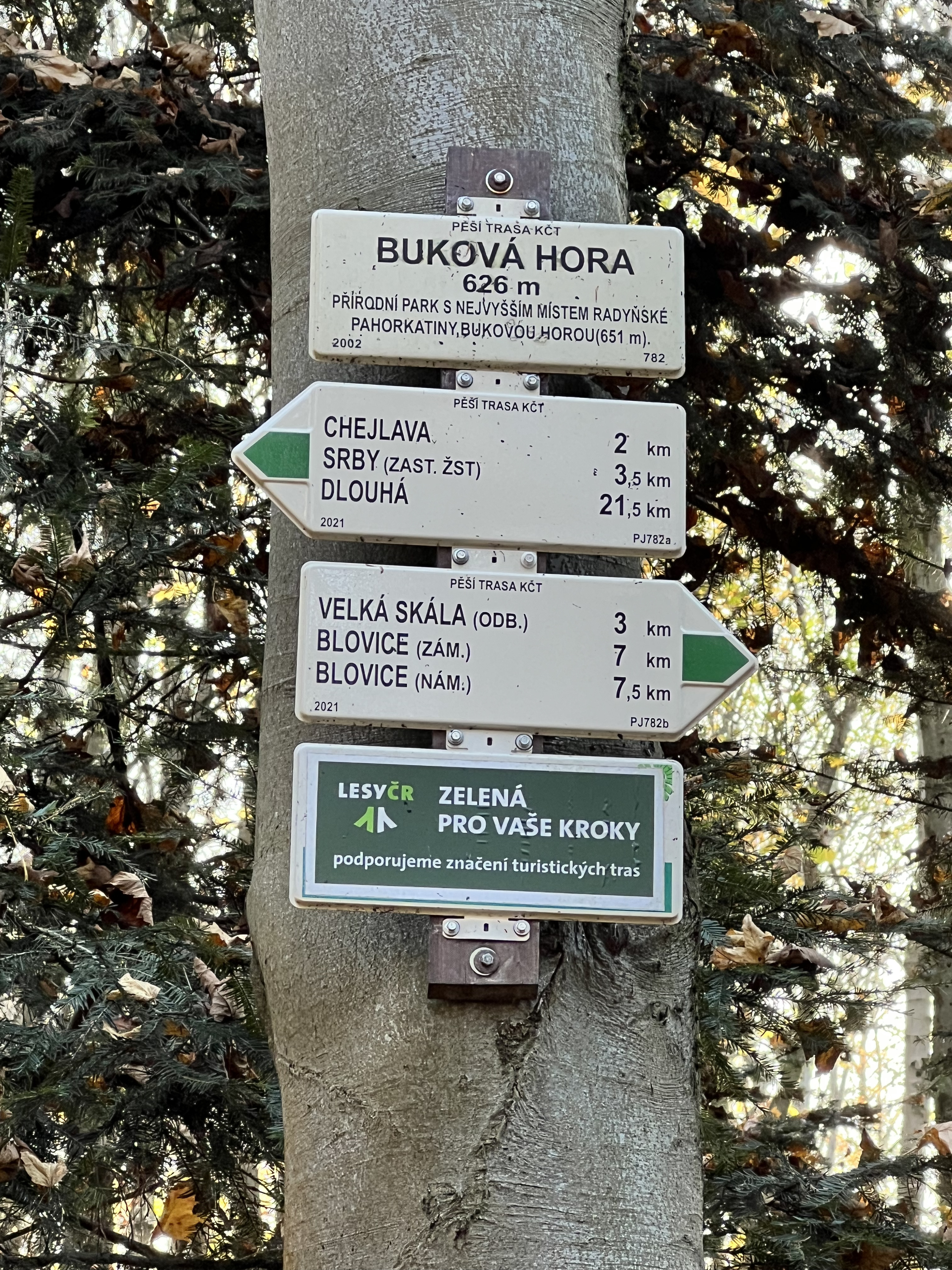
Rozcestník na Bukové hoře

Národní přírodní rezervace Chejlava je dobře přístupná po zeleně značené turistické trase. Cesta k ní může vést z Blovic. Turisticky značená trasa je dlouhá 8,1 kilometru a vede kolem blovického zámku Hradiště. Vlaková a autobusová zastávka se nachází také ve Ždírci, odkud do národní přírodní rezervace vede nejprve modře a poté zeleně značená trasa dlouhá 3,8 kilometru. Cestou lze opět odbočit, a to do parku Ždírecká zoo, který návštěvníkům představuje faunu Chejlavy a okolí pomocí dřevěných a kovových soch.